# Hot Springs (Dakota del Sud)
Hot Springs (lakota: mni kȟáta; "acqua calda") è una città e capoluogo della contea di Fall River, Dakota del Sud, Stati Uniti. 
Al censimento del 2010, la popolazione della città era di 3.711 abitanti.
Inoltre, la vicina contea di Oglala Lakota contrae le funzioni di revisore dei conti, tesoriere e registro degli atti all'autorità della contea di Fall River a Hot Springs.

## Geografia fisica
Secondo lo United States Census Bureau, ha un'area totale di 3,61 mi² (9,35 km²).

## Storia
I Sioux e i Cheyenne frequentarono a lungo l'area, apprezzando le sue calde sorgenti. Secondo diverse fonti, tra cui un pezzo di ledger art dell'artista Oglala Lakota Amos Bad Heart Bull, i nativi americani consideravano le sorgenti sacre.
I coloni europei arrivarono nella seconda metà del XIX secolo. Inizialmente chiamarono la città "Minnekahta" dal nome in lakota. 
È stata rinominata Hot Springs nel 1882, che è una traduzione del nome dei nativi americani.
Una varietà di stazioni termali sono state costruite sul turismo offerto dalle sorgenti.

## Società

### Evoluzione demografica
Secondo il censimento del 2010, la popolazione era di 3.711 abitanti.

### Etnie e minoranze straniere
Secondo il censimento del 2010, la composizione etnica della città era formata dall'85,4% di bianchi, l'1,1% di afroamericani, il 9,3% di nativi americani, lo 0,5% di asiatici, lo 0,1% di oceanici, lo 0,2% di altre razze, e il 3,5% di due o più etnie. Ispanici o latinos di qualunque razza erano il 2,1% della popolazione.